# Остромысленский, Иван Иванович
Иван Иванович Остромы́сленский (также известен как англ. Ivan Ostromislensky; 9 сентября 1880, Орёл, Российская империя — 16 января 1939, Нью-Йорк, США) — российский и американский учёный-химик, специалист в области органической и фармацевтической химии, один из пионеров в области производства искусственного каучука. Член Русской академической группы в США.

## Биография
Родился в семье потомственного дворянина Ивана Ефимовича Остромысленского, поручика жандармского дивизиона, и Ольги Ивановой. В раннем детстве он потерял отца. В 1898 году Иван Остромысленский окончил Второй московский кадетский корпус и поступил сначала на механическое отделение Императорского московского технического училища (ныне МГТУ имени Н. Э. Баумана), а потом перевёлся там же на химическое отделение, однако, не сумел закончить там обучение. В 1903 году Остромысленский переехал в Германию и продолжил образование в Технологическом институте Карлсруэ в области физической и органической химии. Одновременно поступил на философский факультет Цюрихского университета, где прослушал курс по химии Альфреда Вернера, будущего лауреата Нобелевской премии.
После окончания Технологического института Карлсруэ в 1906 году Остромысленский вернулся в Россию и начал работать в Московском университете в лаборатории неорганической и физической химии, которой в те годы руководил профессор А. П. Сабанеев. В 1909 году получил звание приват-доцента. Основной областью его научных интересов был поиск технически доступных способов получения мономеров (изопрена и бутадиена) для дальнейшего синтеза искусственного каучука. Первые работы в этом направлении были проведены им также в лаборатории органической химии Императорского московского технического училища под руководством профессора Л. А. Чугаева.
В 1912 году акционерное Общества производства и торговли резиновыми изделиями «Богатырь» приобрело у Остромысленского «привилегии на изобретения» (патенты) и пригласило его возглавить исследовательскую лабораторию. Руководство Общества было крайне заинтересовано в замене дорогостоящего природного каучука на искусственный аналог и щедро финансировало научные изыскания. Остромысленский был первым, кто подробно изучил роль активаторов (помимо серы) в вулканизации каучука и его превращении в резину. Для улучшения свойств синтетического каучука он предложил вводить в матрицу органические основания (толуидины, нафтиламины и др.), а также изучать новые возможности получения мономеров с целью снижения стоимости изготовления искусственного каучука.
Всего с 1905 года Остромысленским было запатентовано свыше 20 способов получения бутадиена, в частности, метод альдольной конденсации ацетальдегида, реализованный в промышленном масштабе в Германии в 1936 году, способ получения бутадиена пропусканием смеси паров этилового спирта и уксусного альдегида при температуре 440—460оС над окисью алюминия, получивший промышленное использование в 1942—1943 гг. в США. В 1915 году Остромысленский получил изопрен пиролизом скипидара и под действием света осуществил его полимеризацию («изопреновая лампа Остромысленского»). Остромысленский посылал заявки на патенты в разные страны, в том числе в США, где к началу 20-х годов у него уже было несколько патентов, включая патенты на использование ароматических аминов в качестве антиокислителей для каучука, на пластификацию поливинилхлорида.
В 1913 году была издана книга Ивана Остромысленского «Каучук и его аналоги», которая стала первым российским пособием по химии и технологии производства каучука. В 1914 году Остромысленский получил премию Министерства финансов на международном конкурсе на изыскание новых областей применения винного спирта, предложив метод получения каучука из спирта через бутадиен. Летом 1916 г. Остромысленскому правительство России выделило 300000 рублей на покрытие расходов на его эксперименты с заменителем каучука.
Другим вектором научных интересов Остромысленского была фармацевтическая химия. В 1913 году им была создана Частная химическая и химико-бактериологическая лаборатория, в которой исследовалась химическая природа антител и антигенов и их иммунологическая специфичность. Его концепция получения антител на антигене как на матрице предвосхитила большой интерес к этой области, возникший в 1930—1960-е годы. В годы Первой мировой войны Остромысленский активно работал над созданием новых лекарств для лечения инфекционных заболеваний — туберкулёза и проказы.
В 1918 году была опубликована работа Остромысленского «Сон у человека и животных», в которой он рассматривал сон как отравление живых организмов промышленными и бактериальными токсинами, лекарственными препаратами. Он назвал этот процесс самоотравления «гипнотоксином», укорачивающим продолжительность жизни, и предложил рецепт лечения сна специфической антисывороткой. Такое лечение, по его мнению, порождало также сверхспособности человека.
В 1918—1920 гг. Остромысленский возглавил химико-терапевтическую лабораторию Научного химико-фармацевтического института в Москве, проводил работы по созданию антибактериальных препаратов арсол и остроп, аналогов немецкого лекарства против сифилиса сальварсана.
В 1921 году Остромысленский переехал в Ригу, получив позицию приват-доцента Латвийского университета, а уже в мае 1922 года, приняв приглашение Американской каучуковой компании (United States Rubber Company), переселился в Нью-Йорк, США. Некоторое время работал исследователем также и в компании Goodyear Tire and Rubber Company, а в 1925 году открыл свою лабораторию «Ostro Research Laboratory» по изучению и созданию лекарственных препаратов для лечения проказы. В 1930 году, сразу после получения гражданства в США, начал работать в компании Union Carbide, где продолжил разработки своего метода получения бутадиена из этанола. Таким образом, в Соединенных Штатах Остромысленский продолжил широкий круг исследований в разных областях, включая получение полимеров, где он был одним из пионеров, до медицинской химии. Помимо методов промышленного производства каучука, он открыл и изобрел новые методы получения полистирола, поливинилхлорида и других синтетических полимерных материалов.
Остромысленский был одним из учредителей Русской академической группы в США, созданной в 1923 году, состоял членом Общества российских врачей Нью-Йорка, принимал активное участие в культурной жизни русских эмигрантов в Нью-Йорке того времени, автор воспоминаний о С. В. Рахманинове.
Иван Иванович Остромысленский ушел из жизни 16 января 1939 года в 58 лет. Похоронен в Нью-Йорке.
Жена — Ольга Аристарховна Остромысленская скончалась в Нью-Йорке 22 апреля 1948 года.

## Признание
Хотя при жизни Остромысленский не получил должного признания, после его смерти его работы были очень высоко оценены в первую очередь в США. В частности, он был в числе первых пяти ученых, увековеченных в Галерее славы науки о полимерах в университете Акрона, США (International Rubber Science Hall of Fame), где сегодня его имя стоит наряду с именами титанов полимерной химии Чарльза Гудиера, Пола Флори, Германа Марка, Джулио Натта, Германа Штаудингера, Карла Циглера и других. Именем Остромысленского назван открытый им процесс получения бутадиена конверсией газообразной смеси этанола и ацетальдегида (процесс Остромысленского),.

## Сочинения
- К теории бензольного ядра и этиленовой связи. — М., 1910. — 228 с.
- Каучук и его аналоги: Экспериментальное исследование (1911—1913). — М., 1913. — 424 с.
- Сонъ у человека и животныхъ: (Популярный очерк). — М., 1918. — 120 с.
- Определение, классификация и оценка каучуков // Журнал Русского физико-химического общества, раздел химии. — т. 47. — вып. 6.

## Патенты
Остромысленский получил десятки патентов на свои изобретения, включая следующие:
- I. Ostromislensky, «A method for obtaining isoprene and its homologs with the dipentenes and their isomers and homologues», France Patent 442980A (1912)
- I. Ostromislensky, «A process for producing plastic materials having the qualities of celluloid, ebonite or gutta-percha» France Patent FR481346A (1916)
- I. Ostromislensky, «Process for vulcanizing rubber and product obtained thereby», U.S. Patent 1,342,457 (1920)
- I. Ostromislensky, «Process for vulcanizing rubber and products obtained thereby», U.S. Patent 1,433,093A (1922)
- I. Ostromislensky, «Polymerized styrol and its homologues», U.S. Patent 1,683,402 (1928)
- I. Ostromislensky, «Polymer of vinyl chloride and process of making the same», U.S. Patent 1,721,034 (1929)